# Barros (geslacht)

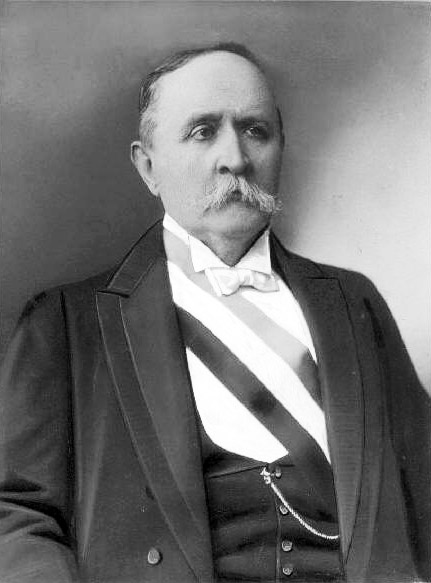
President Ramón Barros Luco (1835-1919)

Het Chileense geslacht Barros stamt uit Galicië, Spanje. Juan de Barros de la Vega (1525-1587) vestigde zich in de zestiende eeuw in Chili en is de stamvader. Het geslacht heeft vele staatslieden (w.o. een president), rechtsgeleerden en intellectuelen voortgebracht.
1. Juan Francisco de Barros y Aránguiz, burgemeester van Santiago
2. Juan Francisco Barros y Fuentes (†1762), lokaal politicus
3. Manuel Barros Andonaegui (1758-1834), politicus, vrijheidsstrijder
  1. José Manuel Barros Fernández de Leiva, parlementslid, mede-auteur van de grondwet
  2. José Agustín Barros Fernández de Leiva († na 1888), tr. Isabel Varas Recabarren
    1. José Agustín Barros Varas, politicus, tr. Zoila Merino Feliú
      1. José Agustín Barros Merino (1853-1909), militair, generaal
        1. Ernesto Barros Jarpa (1894-1977), minister, diplomaat (gezant)

  3. Diego Antonio Barros Fernández de Leiva (1789-1853), militair (generaal)
    1. Manuel Barros Arana (1819-1843)
      1. Luis Barros Borgoño (1858-1943), politicus, minister, diplomaat (gezant en ambassadeur)

  4. Ramón Luis Barros Fernández de Leiva (geb. 1795)
    1. Ramón Barros Luco (1835-1919), politicus, minister, senator, president van Chili 1910-1915

  5. Pedro Nolasco Barros Fernández de Leiva (geb. 1799)
    1. Demetrio Barros Valdés
    2. Guillermo Barros Jaraquemada (geb. 1862), politicus, minister, afgevaardigde
      1. Juan de la Cruz Barros Fuenzalida
        1. Alfredo Barros Errázuriz (1875-1968), politicus, afgevaardigde, minister